# Jaufré Reforzat de Trets
Jaufré Reforzat de Trets, conegut també com a Jaufrezet (fl. 1213-1237), va ser un noble provençal i home de lletres. Va ser vescomte de Marsella, senyor de Tretz i de Forncauquièr. També fou membre de la família dels Baus, fill de Ramon Jofre II de Marsella.
Jaufre està documentat com a vescomte de Marsella des del 1213. El seu pare va morir el 1216 o el 1217, i li correspondrà gestionar el seu patrimoni junt amb el seu germà petit, Bergundió d'Agolt. Segons una carta datada el 21 de juny de 1217, va concedir al bisbe Pere de Marsella els drets d'Allaug. El 1228 va esdevenir senyor de Rocbaron i el 1231 castlà de Château-Réal. Jaufré potser va ser el pare de Beatriu, esposa d'Iznart d'Entrevenas.
Jaufré tenia molts vincles en la cultura trobadoresca. Va escriure un sirventès on hi ataca Guilhem dels Baus, el seu senyor feudal nominal i que tenia el títol de rei d'Arles. Es va involucrar en disputes i "difamacions" poètiques amb els seus companys trobadors, com ara Sordello i Peire Bremon Ricas Novas, i va escriure un altre sirventès on hi ataca als dos. També va escriure un partiment amb Elias de Barjols, on es documenta per primera vegada el seu sobrenom de "Jaufrezet". També va ser jutge de diversos partiments, per exemple el que van compartir Blacatz i Guilhem de San Gregori o Guionet i Pomairol.